# St. Thomas Mount-cum-Pallavaram
St. Thomas Mount-cum-Pallavaram es una ciudad y acantonamiento situada en el distrito de Chengalpattu en el estado de Tamil Nadu (India). Su población es de 43795 habitantes (2011). Se encuentra a 16 km de Chennai y a 58 km de Kanchipuram. Forma parte del área metropolitana de Chennai.

## Demografía
Según el censo de 2011 la población de St. Thomas Mount-cum-Pallavaram era de 43795 habitantes, de los cuales 22108 eran hombres y 21687 eran mujeres. St. Thomas Mount-cum-Pallavaram tiene una tasa media de alfabetización del 90,74%, superior a la media estatal del 80,09%: la alfabetización masculina es del 87,27%, y la alfabetización femenina del 87,43%.